# Sophus Müller
Sophus Müller (ur. 24 maja 1846 w Kopenhadze, zm. 23 lutego 1934 tamże) – duński archeolog.

## Życiorys
W 1878 został asystentem, a w 1885 inspektorem w Muzeum Antyków Narodowych, od 1892 był dyrektorem Muzeum Narodowego w Kopenhadze i współ-zarządcą zbiorów prehistorycznych i etnograficznych w Muzeum Narodowym. Badał pradzieje Europy i Azji Mniejszej, był twórcą podstaw skandynawskiej archeologii. Rozwinął nowe techniki wykopalisk i ochrony zabytków. Popierał teorię wpływu cywilizacji śródziemnomorskiej w północnej Europie. W środkowej części Półwyspu Jutlandzkiego odkrył groby ogrodzone kurhanami (kopcami pogrzebowymi), co było pierwszym świadectwem późnego Środkowego Neolitu w Skandynawii i pierwszym odkryciem kultury toporów wojennych w Danii. Podczas prowadzonych przez niego wykopalisk odkryto kamienne topory wojenne, bursztynowe paciorki, a także kielichy i puchary. Jego głównym dziełem był Oldtidens Kunst i Danmark (t. 1-3, 1918-1933). Napisał także Vor oldtid (1897) i Ordning af danmarks oldsager (1888-1895).